# Г'юго (Міннесота)
Г'юґо (англ. Hugo) — місто (англ. city) в США, в окрузі Вашингтон штату Міннесота. Населення — 15 766 осіб (2020).

## Географія
Г'юґо розташоване за координатами 45°9′51″ пн. ш. 92°57′36″ зх. д. / 45.16417° пн. ш. 92.96000° зх. д. (45.164225, -92.960105).  За даними Бюро перепису населення США в 2010 році місто мало площу 93,30 км², з яких 86,64 км² — суходіл та 6,67 км² — водойми.

## Демографія
Згідно з переписом 2010 року, у місті мешкали 13 332 особи в 4990 домогосподарствах у складі 3704 родин. Густота населення становила 143 особи/км².  Було 5189 помешкань (56/км²).
Расовий склад населення:
| - 92,9 % — білих - 3,5 % — азіатів - 0,8 % — чорних або афроамериканців - 0,3 % — корінних американців |

До двох чи більше рас належало 2,0 %. Частка іспаномовних становила 2,4 % від усіх жителів.
За віковим діапазоном населення розподілялося таким чином: 27,9 % — особи молодші 18 років, 64,3 % — особи у віці 18—64 років, 7,8 % — особи у віці 65 років та старші. Медіана віку мешканця становила 33,7 року. На 100 осіб жіночої статі у місті припадало 96,7 чоловіків;  на 100 жінок у віці від 18 років та старших — 95,6 чоловіків також старших 18 років.
Середній дохід на одне домашнє господарство  становив 102 356 доларів США (медіана — 82 880), а середній дохід на одну сім'ю — 116 050 доларів (медіана — 92 517). Медіана доходів становила 60 157 доларів для чоловіків та 47 167 доларів для жінок. За межею бідності перебувало 5,2 % осіб, у тому числі 4,6 % дітей у віці до 18 років та 4,6 % осіб у віці 65 років та старших.
Цивільне працевлаштоване населення становило 7987 осіб. Основні галузі зайнятості: освіта, охорона здоров'я та соціальна допомога — 21,8 %, виробництво — 14,5 %, науковці, спеціалісти, менеджери — 10,3 %, фінанси, страхування та нерухомість — 9,6 %.